# 2004년 오리콘 1위 싱글 목록
일본에서 한 주간 가장 많이 팔린 싱글은 오리콘 주간 차트에 실리며, 이 차트는 오리콘이 발행하는 잡지 《오리스타》에 개제된다. 판매량은 한 주 동안의 각 싱글의 판매량을 기준으로 오리콘이 종합한다.

## 차트 기록
| 발행일    | 싱글                                               | 가수                       | 참고                      |
| --------- | -------------------------------------------------- | -------------------------- | ------------------------- |
| 1월 5일   | (미발표)                                           | (미발표)                   |                           |
| 1월 12일  | 「世界に一つだけの花」                             | SMAP                       | 2주 연속, 통산 6주        |
| 1월 19일  | 「世界に一つだけの花」                             | SMAP                       | 2주 연속, 통산 6주        |
| 1월 26일  | 「ね、がんばるよ。」                               | KinKi Kids                 | 2004년 1월 1위            |
| 2월 2일   | 「スターゲイザー」                                 | 스피츠                     |                           |
| 2월 9일   | 「時の雫」                                         | GLAY                       |                           |
| 2월 16일  | 「READY STEADY GO」                                | L'Arc~en~Ciel              |                           |
| 2월 23일  | 「One Day, One Dream」                             | 타키 & 츠바사              |                           |
| 3월 1일   | 「PIKA★★NCHI DOUBLE」                              | 아라시                     |                           |
| 3월 8일   | 「ミチシルベ〜a road home〜」                      | ORANGE RANGE               | 2004년 3월 1위            |
| 3월 15일  | 「瞳の住人」                                       | L'Arc~en~Ciel              |                           |
| 3월 22일  | 「Wonderful Life」                                 | &G                         |                           |
| 3월 29일  | 「全てが僕の力になる!」                            | 쿠즈                       |                           |
| 4월 5일   | 「ありがとうのうた」                               | V6                         |                           |
| 4월 12일  | 「Moments」                                        | 하마사키 아유미            | 2주 연속, 2004년 4월 1위  |
| 4월 19일  | 「Moments」                                        | 하마사키 아유미            | 2주 연속, 2004년 4월 1위  |
| 4월 26일  | 「彩 〜Aja〜」                                     | 사잔 올 스타즈             |                           |
| 5월 3일   | 「誰かの願いが叶うころ」                           | 우타다 히카루              | 2주 연속, 2004년 5월 1위  |
| 5월 10일  | 「誰かの願いが叶うころ」                           | 우타다 히카루              | 2주 연속, 2004년 5월 1위  |
| 5월 17일  | 「BANZAI」                                         | B'z                        |                           |
| 5월 24일  | 「希望〜Yell〜」                                   | NEWS                       |                           |
| 5월 31일  | 「天使のわけまえ/ピーク果てしなく ソウル限りなく」 | GLAY                       |                           |
| 6월 7일   | 「Sign」                                           | Mr.Children                | 2004년 6월 1위            |
| 6월 14일  | 「自由への招待」                                   | L'Arc~en~Ciel              |                           |
| 6월 21일  | 「WAVER」                                          | 도모토 츠요시              |                           |
| 6월 28일  | 「ロコローション」                                 | ORANGE RANGE               | 2주 연속, 2004년 7월 1위  |
| 7월 5일   | 「ロコローション」                                 | ORANGE RANGE               | 2주 연속, 2004년 7월 1위  |
| 7월 12일  | 「real world」                                     | EXILE                      |                           |
| 7월 19일  | 「オンリー ロンリー グローリー」                   | BUMP OF CHICKEN            |                           |
| 7월 26일  | 「Wonderland」                                     | 이나바 코시                |                           |
| 8월 2일   | 「君こそスターだ/夢に消えたジュリア」              | 사잔 올 스타즈             | 2004년 8월 1위            |
| 8월 9일   | 「INSPIRE」                                        | 하마사키 아유미            |                           |
| 8월 16일  | 「Blue Jean」                                      | GLAY                       |                           |
| 8월 23일  | 「紅く燃ゆる太陽」                                 | NEWS                       |                           |
| 8월 30일  | 「瞳の中のGalaxy/Hero」                            | 아라시                     |                           |
| 9월 6일   | 「チェスト」                                       | ORANGE RANGE               |                           |
| 9월 13일  | 「ARIGATO」                                        | B'z                        | 2004년 9월 1위            |
| 9월 20일  | 「Mickey」                                         | Gorie with Jasmine & Joann | 2주 연속                  |
| 9월 27일  | 「Mickey」                                         | Gorie with Jasmine & Joann | 2주 연속                  |
| 10월 4일  | 「浪花いろは節」                                   | 칸쟈니∞                    |                           |
| 10월 11일 | 「CAROLS」                                         | 하마사키 아유미            | 2004년 10월 1위           |
| 10월 18일 | 「思いがかさなるその前に…」                        | 히라이 켄                  | 2주 연속                  |
| 10월 25일 | 「思いがかさなるその前に…」                        | 히라이 켄                  | 2주 연속                  |
| 11월 1일  | 「花」                                             | ORANGE RANGE               | 2주 연속, 2004년 11월 1위 |
| 11월 8일  | 「花」                                             | ORANGE RANGE               | 2주 연속, 2004년 11월 1위 |
| 11월 15일 | 「ignited -イグナイテッド-」                       | T.M.Revolution             |                           |
| 11월 22일 | 「花」                                             | ORANGE RANGE               | 2주 연속, 통산 4주        |
| 11월 29일 | 「花」                                             | ORANGE RANGE               | 2주 연속, 통산 4주        |
| 12월 6일  | 「愛と欲望の日々」                                 | 사잔 올 스타즈             | 2004년 12월 1위           |
| 12월 13일 | 「泣いたりしないで/RED×BLUE」                      | 후쿠야마 마사하루          |                           |
| 12월 20일 | 「ホワイトロード」                                 | GLAY                       |                           |
| 12월 27일 | 「恋文/good night」                                | Every Little Thing         |                           |

## 특이사항
- 2004년 전체 1위 싱글은 히라이 켄의 「瞳をとじて」이다. (최고 순위 2위)
- 2004년 2월 1위곡은 히라하라 아야카의 「Jupiter」이다.

## 연간 TOP 10
※ 집계: 2003년 12월 1일 - 2004년 11월 22일
- 1위: 히라이 켄 「瞳をとじて」
- 2위: Mr.Children 「Sign」
- 3위: 히라하라 아야카 「Jupiter」
- 4위: ORANGE RANGE 「花」
- 5위: Mr.Children 「掌/くるみ」
- 6위: 시바사키 코우 「かたち あるもの」
- 7위: ORANGE RANGE 「ロコローション」
- 8위: 사잔 올 스타즈 「君こそスターだ/夢に消えたジュリア」
- 9위: 가와구치 쿄고 「桜」
- 10위: Gorie with Jasmine & Joann 「Mickey」